# 沙县纯蛛
沙县纯蛛（学名：Castianeira shaxianensis）为圆颚蛛科纯蛛属的动物。分布于朝鲜以及中国大陆的福建等地。该物种的模式产地在福建。